# Cyclosa norihisai
Cyclosa norihisai är en spindelart som beskrevs av Akio Tanikawa 1992. Cyclosa norihisai ingår i släktet Cyclosa och familjen hjulspindlar. Inga underarter finns listade i Catalogue of Life.